# 宮本武蔵 完結篇 決闘巌流島
『宮本武蔵 完結篇 決闘巌流島』（みやもとむさし かんけつへん けっとうがんりゅうじま、英題：Samurai III: Duel at Ganryu Island）は、1956年（昭和30年）1月3日公開の日本映画である。東宝製作・配給。監督は稲垣浩、主演は三船敏郎。イーストマンカラー、スタンダード、104分。
吉川英治の長編小説『宮本武蔵』を原作とした、稲垣監督・三船主演による3部作の最終作。配収は1億5550万円で、1955年度の邦画配収ランキング第8位となった。

## キャスト
- 佐々木小次郎：鶴田浩二
- 宮本武蔵：三船敏郎
- お通：八千草薫
- お光：瑳峨三智子
- 朱実：岡田茉莉子
- 長岡佐渡：志村喬
- 船頭佐助：千秋実
- 岩間角兵衛：佐々木孝丸
- 祇園藤次：加東大介
- 秩父の熊五郎：田中春男
- 阿巖法師：上田吉二郎
- 辻風黄平：富田仲次郎
- 日観：高堂國典
- 小林太郎左衛門：沢村宗之助
- 村の老爺源造：山田巳之助
- 岡谷五郎次：清川荘司（東映）
- 城太郎：櫻井将紀
- 細川忠利：岡豊
- 木幡勘兵衛：葉山富之輔
- 角兵衛の妻：音羽久米子
- 角屋のヤリ手お直：出雲八恵子
- 村の老婆おせき：本間文子
- 宿の亭主：沢村いき雄
- 居酒屋の亭主：櫻井巨郎
- 西條悦朗
- 河崎竪男
- 松尾文人
- 山本廉
- 大橋史典
- 居酒屋の女房：登山晴子
- 熊谷二良
- 渋谷英男
- 手塚勝巳
- 角屋の亭主甚内：勝本圭一郎
- 土屋博敏
- 増田正雄
- 安芸津融
- 大村千吉
- 中島春雄[3]

## スタッフ
- 監督：稲垣浩
- 製作：滝村和男
- 原作：吉川英治（六興出版社刊）
- 劇化：北條秀司
- 脚色：若尾徳平、稲垣浩
- 撮影：山田一夫
- 美術監督：伊藤熹朔
- 美術：上田寛
- 録音：宮崎正信
- 照明：西川鶴三
- 音楽：團伊玖磨
- 監督助手：福田純
- 編集：岩下廣一

## 同時上映
『へそくり社長』
- 監督：千葉泰樹、主演：森繁久彌
- 社長シリーズ第1作。